# SpaceX CRS-8

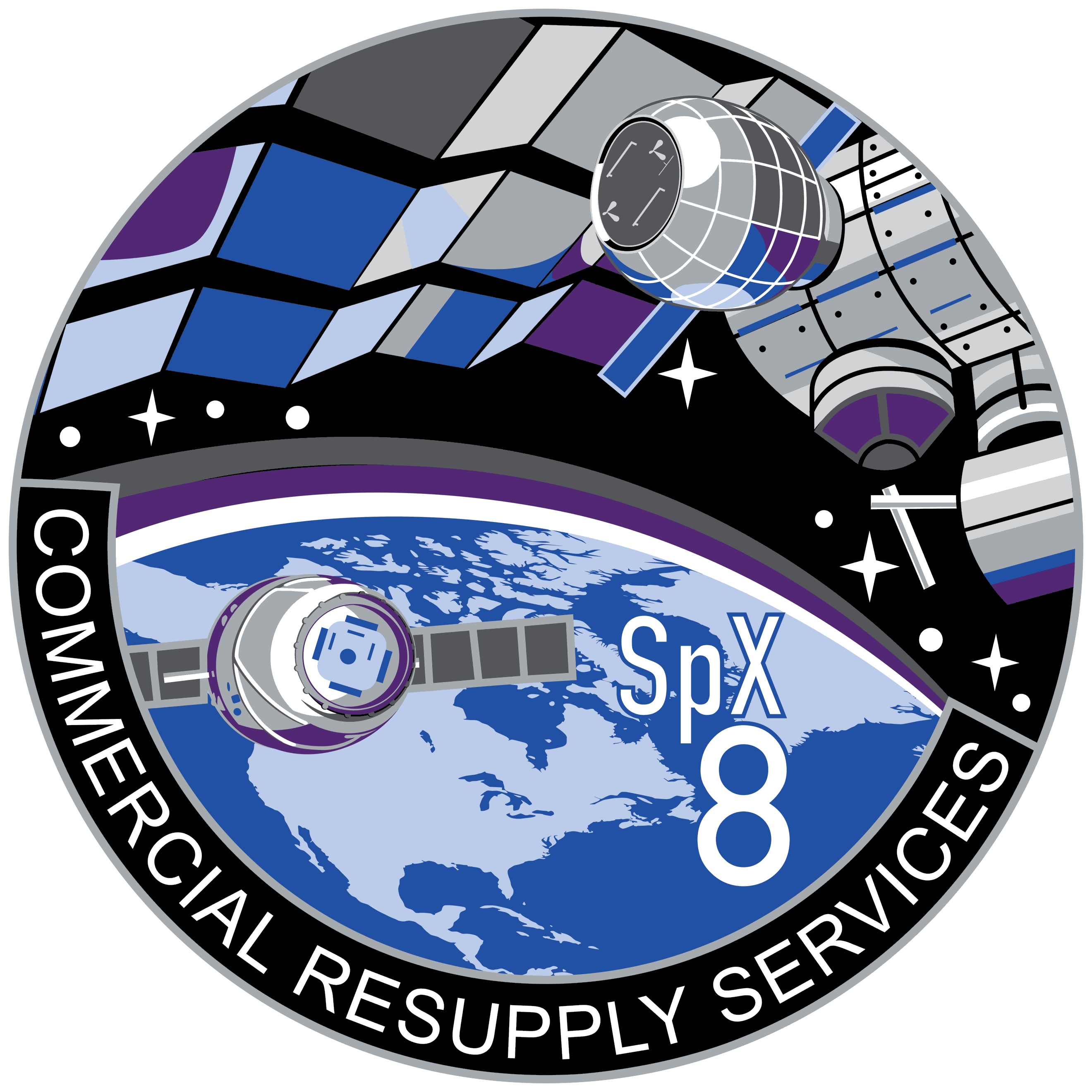
Parche de la misión SpaceX CRS-8

SpaceX CRS-8, también conocida como SpX-8, es una misión de reabastecimiento de carga a la Estación Espacial Internacional (ISS) lanzada el 8 de abril de 2016 desde el complejo de lanzamiento espacial 40 en Cabo Cañaveral, Florida. Es la octava nave de carga Dragón no tripulada bajo su contrato de Servicios de Reabastecimiento Comercial con la NASA. La misión forma parte del contrato que tiene la NASA con SpaceX.

## Historia
La fecha para el lanzamiento del SpaceX CRS-8 fue aplazado varias veces debido a la fallida misión anterior de SpaceX, el Falcon 9 CRS-7. Esta se desintegró pocos segundos después del despegue y pretendía llevar víveres y suministros a la ISS. Tras el accidente, SpaceX revisó las causas de la falla y anunció que ya no utilizaría su modelo Falcon 9 v1.1; sino que su próxima misión de reabastecimiento a la estación la haría con la versión mejorada de su cohete, el Falcon 9 v1.1 Full Thrust o también conocido como Falcon 9 v1.2.

El 10 de febrero de 2016 la NASA dijo que estaba considerando aplazar el lanzamiento de la CRS-8 debido a que hubo problemas en la inspección previa de la misión Cygnus CRS OA-6. El lanzamiento de la Cygnus fue aplazado, por lo que este vuelo se acercaba mucho a la fecha programada para el despegue del SpaceX CRS-8; habiendo dos misiones estadounidenses en menos de tres semanas. Esta es la primera vez que ambas naves, tanto la Cygnus (de Orbital ATK) como el Dragon (de SpaceX), se encontraron unidas a la Estación Espacial Internacional al mismo tiempo.

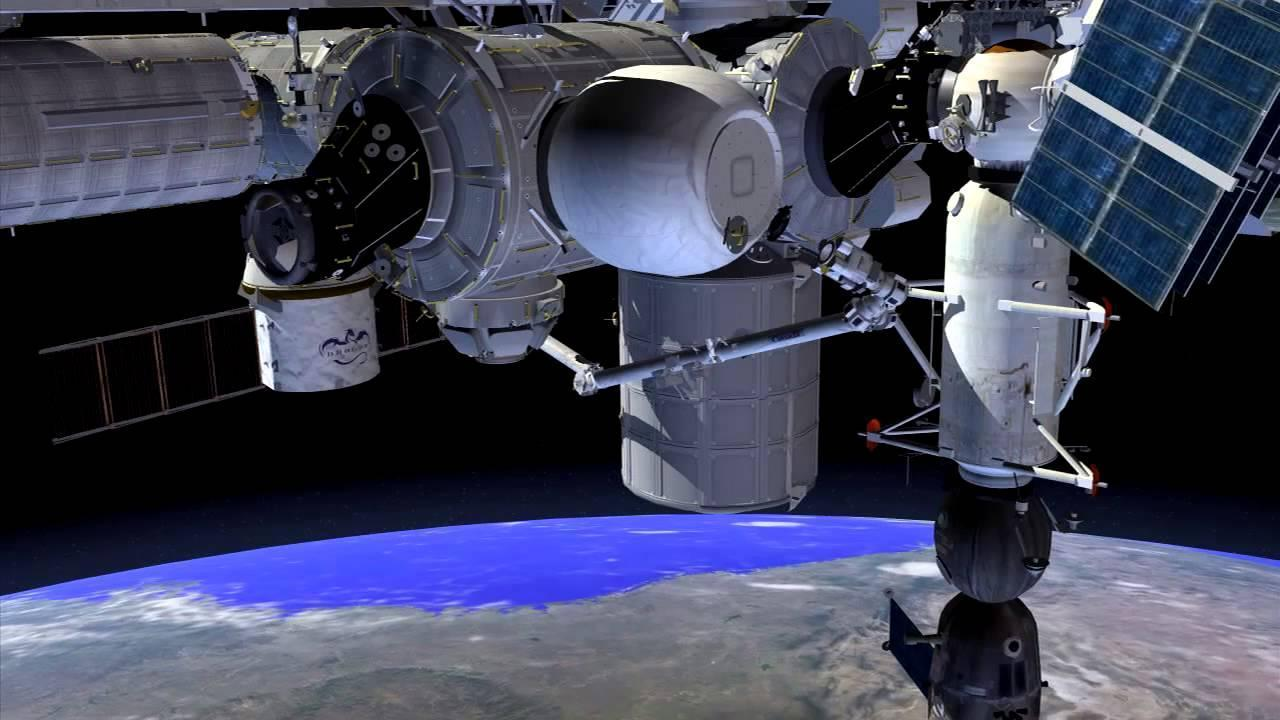
Concepto artístico de cómo se verá el módulo BEAM una vez unido a la ISS

## Carga de la misión
La misión SpaceX CRS-8 tuvo como objetivo llevar la carga establecida por su contrato con la NASA: la cápsula Dragon. El vuelo transportó el primer módulo expansible, el Módulo de Actividades Expansible Bigelow (BEAM, por sus siglas en inglés) el cual fue conectado con el resto de la ISS en uno de los puertos del Tranquility. Este módulo fue desarrollado por Bigelow Aerospace y estará conectado a la estación durante dos años, tiempo en el cual los astronautas entrarán unas tres o cuatro veces al año a monitorear el funcionamiento de este primer tipo de módulo. El BEAM pesa 1,360 kg y tiene un volumen presurizado de aproximadamente 16 m³.

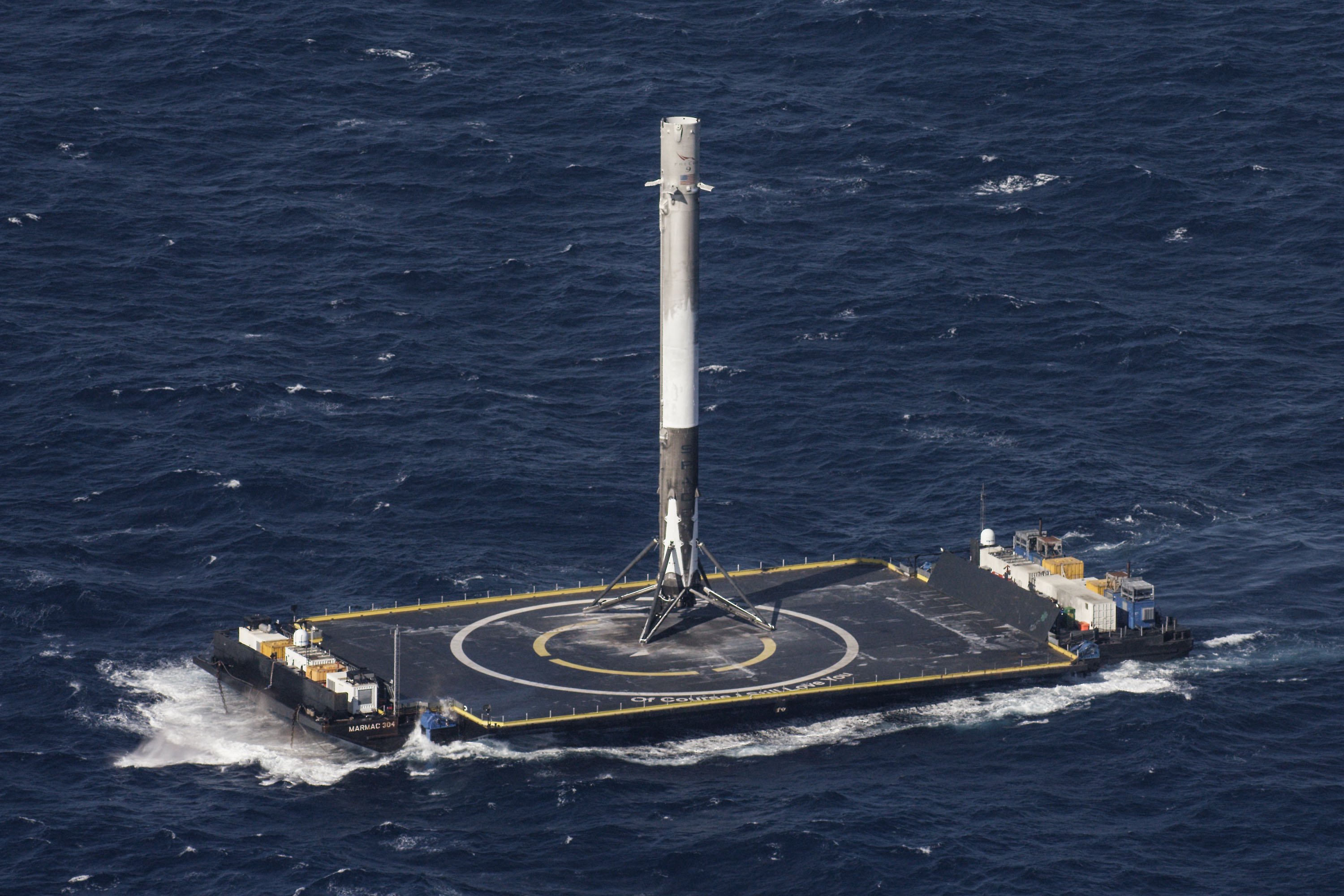
Aterrizaje de la primera etapa del cohete Falcon 9 de la misión SpaceX CRS-8 sobre una plataforma marina

## Aterrizaje
La primera etapa del cohete Falcon 9 que transportaba la CRS-8 fue recuperado exitosamente una vez que esta aterrizó sobre una plataforma robótica marina desarrollada por SpaceX tras 9 minutos y 10 segundos del despegue, a las 4:52:10 p. m. EST el 8 de abril de 2016. Este aterrizaje es el segundo aterrizaje exitoso de SpaceX y el primero en realizarse sobre una plataforma autónoma marina.
El primer aterrizaje fue efectuado el 22 de diciembre de 2015 por el Falcon 9 Vuelo 20.